# مسجد چوخور محله

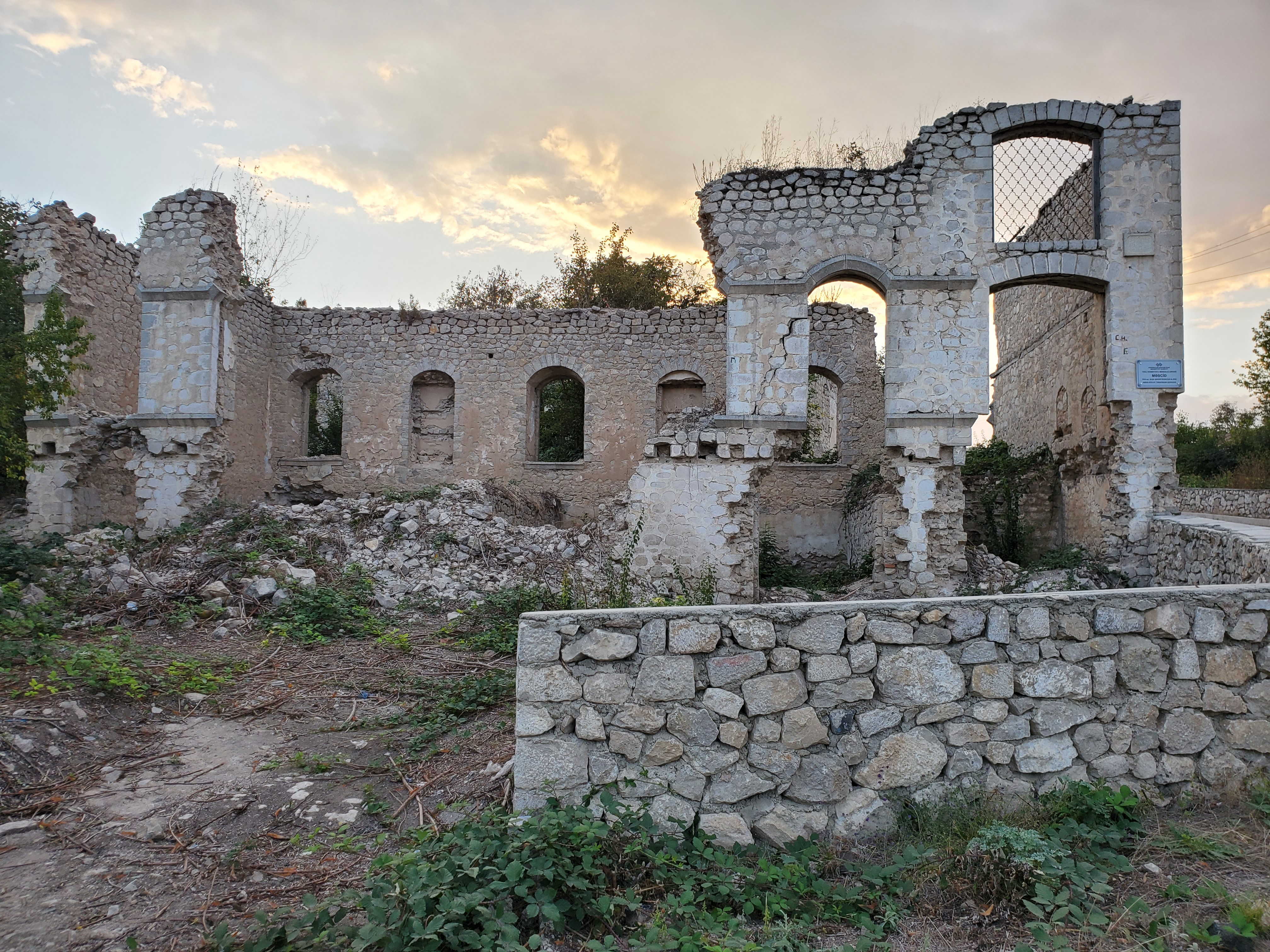
نمایی از مسجد چوخور محله

مسجد چوخور محله (ترکی آذربایجانی: Çuхur məhəllə məscidi) یک مسجد در شهر شوشی بود.
این مسجد در بخش شرقی شوشی و در خیابان وزیروف محله چوخور محله، یکی از ۹ محله پایین شهر شوشی قرار داشت. مسجد چوخور محله یکی از هفده مسجد شوشی در اواخر سده نوزدهم میلادی بود. این مسجد دو مناره داشت.
شهر شوشی در دهه ۱۷۵۰ میلادی تأسیس شد و چوخور محله حتی پیش از اتمام ساخت دیوارهای قلعه شوشی آباد بود. چشمه‌ای در نزدیکی آن محله آب معدنی معروف شوشی را تأمین می‌کرد و مسجد یکی از ارزشمندترین بناهای ذخیره‌گاه تاریخی و معماری دولتی شوشی بود.